# Evaniella
Evaniella är ett släkte av steklar. Evaniella ingår i familjen hungersteklar.

## Dottertaxa tillEvaniella, i alfabetisk ordning[1]
- Evaniella albispina
- Evaniella alticola
- Evaniella areolata
- Evaniella bakeriana
- Evaniella barbata
- Evaniella bella
- Evaniella bifurcata
- Evaniella boliviana
- Evaniella brachystylus
- Evaniella brevidens
- Evaniella brevigena
- Evaniella calcarata
- Evaniella californica
- Evaniella cameroni
- Evaniella carinulata
- Evaniella cerviculata
- Evaniella clara
- Evaniella compressa
- Evaniella concolor
- Evaniella crassicornis
- Evaniella curvipes
- Evaniella delicata
- Evaniella dichela
- Evaniella dichronyx
- Evaniella dispersa
- Evaniella ditoma
- Evaniella eocenica
- Evaniella erythraspis
- Evaniella ferruginea
- Evaniella ferruginescens
- Evaniella flagellata
- Evaniella gemina
- Evaniella haarupi
- Evaniella haenschi
- Evaniella hoffmannsi
- Evaniella huebneri
- Evaniella isomera
- Evaniella latidens
- Evaniella levigena
- Evaniella luculenta
- Evaniella macrochela
- Evaniella maximiliani
- Evaniella mendozaensis
- Evaniella microthorax
- Evaniella miniacea
- Evaniella minor
- Evaniella montivaga
- Evaniella mystica
- Evaniella nana
- Evaniella neomexicana
- Evaniella nigricornis
- Evaniella nobilis
- Evaniella oreas
- Evaniella ornaticornis
- Evaniella parvidens
- Evaniella planiceps
- Evaniella polita
- Evaniella psilopsis
- Evaniella pulcherrima
- Evaniella rhopalocera
- Evaniella robusta
- Evaniella rufa
- Evaniella ruficaput
- Evaniella ruficornis
- Evaniella rufidorsum
- Evaniella rufonotata
- Evaniella rufosparsa
- Evaniella rugifrons
- Evaniella semaeoda
- Evaniella semirubra
- Evaniella signata
- Evaniella tarsalis
- Evaniella tomentella
- Evaniella tractigena
- Evaniella trochanterata
- Evaniella varicornis